# Établissement La Rochefoucauld
Pour les articles homonymes, voir La Rochefoucauld.
L’établissement La Rochefoucauld est un collège lycée privé catholique sous contrat avec l'État et sous tutelle lasallienne. Il est situé en plein cœur du 7e arrondissement de Paris dans le quartier du Gros-Caillou à deux pas de la tour Eiffel.
Il est composé d'une maternelle et d'une école avec 700 élèves, d'un collège avec 518 élèves et d'un lycée avec 412 élèves, soit un total de 1 630 élèves.

## Historique

### De la fondation auXXesiècle
La Rochefoucauld est un établissement scolaire qui a toujours entretenu des relations très étroites avec la vie du quartier dans lequel il est situé.
Lorsqu’au XVIIe siècle fut créé l’hôtel des Invalides arrivèrent dans le quartier de très nombreuses familles d’artisans et d’ouvriers en tous genres. Le quartier étant rattaché à la paroisse Saint-Sulpice, il ne comptait pas encore d’église ni d’école.
À cette époque, Jean-Baptiste de La Salle venait d'organiser une communauté de volontaires qu'on appelait Frères, tous dévoués aux personnes humbles et pauvres. Le nombre d'enfants à instruire ne cessait de croitre, et un frère arriva de Rouen avec deux autres frères venus de Saint-Yon, pour créer une école dans le quartier du Gros Caillou.
À cette époque, les effectifs étaient très importants en raison de l'arrivée croissante d'artisans liée à l'édification de l'École militaire et des hôtels particuliers.
Mais ce fut la Révolution et elle se chargea de mettre fin à tout cela : l'école du Gros Caillou fut fermée.
Assez rapidement après la Révolution, une bienfaitrice, en la personne de la marquise de Trans réinstalla l'école, desservie par les Frères. Deux cents enfants pris intégralement en charge sur le plan financier étaient scolarisés dans cette école qui fut ainsi la première école gratuite de Paris. Mais les fonds de la marquise de Trans n'étaient pas inépuisables. Lorsqu'elle mourut, le vicomte Sosthènes de La Rochefoucauld, duc de Doudeauville, aidé par l'héritage qu'il reçut d'elle, et de par son importante fortune personnelle, prit le relais dans la digne tradition d'éducation des frères et de leur fondateur.

### Depuis la Seconde Guerre mondiale
Dans les années 1950-1960, lorsque les établissements privés purent signer des contrats avec l'État, La Rochefoucauld fut un des premiers établissements agréés grâce au nombre de professeurs licenciés et aux résultats obtenus aux baccalauréats.
Depuis lors, l'établissement prospère, mais comme partout ou presque, la communauté des Frères a quitté les lieux. Les classes de l'école primaire se sont installées rue Cler, dans les locaux des sœurs de saint Vincent de Paul. Puis, en 2006, l'histoire de l'enseignement catholique de Paris conduisit la tutelle de l'association La Salle a étudié la constitution d'un ensemble scolaire qui intégrerait la maternelle Saint-Pierre, ce qui fut fait en septembre 2008.
En 2008, le directeur de cette école est Didier Retourné, qui succède à Étienne Roulleaux-Dugage. En 2010, le poste est ensuite occupé par Guillaume Champagne jusqu'en 2018, à qui succède Bruno Lagniez jusqu'à la fin de l'année scolaire 2021-2022.

## Organisation
Il y a trois classes par niveau au primaire ainsi qu'en maternelle, quatre au collège ainsi qu'au lycée, où les classes sont constituées en fonction de spécialités choisies par les élèves.

### Direction
Nadine Zamith est cheffe d'établissement coordinatrice depuis le début de l'année scolaire 2022-2023, succédant à Bruno Lagniez.
Le chef d'établissement de l'école est, depuis cette même année scolaire, Cyrille Hayrenaud, qui succède à Marie Loukil.

### Collège
Le poste de responsable des sixièmes et cinquièmes est actuellement occupé par Coralie Carracilli.
Le poste de responsable des quatrièmes et troisièmes est actuellement occupé par Laure Tête, qui succède à la rentrée scolaire 2021 à Sophie Paix.
Le poste de responsable de vie scolaire du collège est occupé par Marion Lesage.

### Lycée
Au lycée, la responsable des secondes est Noëmie Pinard.
La responsable des premières et terminales Isabelle Thomas, qui succède à la rentrée 2023 à Ségolène Aubin. 
Le poste de responsable de vie scolaire lycée est occupé par Yolaine de Nanteuil, appelée à la rentrée 2023 à succéder à Benoît Richard.

## Classement du lycée
En 2018, selon Le Figaro, le lycée est le 13e meilleur lycée de France (8e du département). L'Internaute quant à lui classe l'établissement 20e de France (14e du département).

## Anciens élèves
- Philippe Alméras, critique littéraire
- Victor Castanet[3], journaliste et auteur du livre d'investigation Les Fossoyeurs
- Pierre-André de Chalendar, PDG de Saint-Gobain
- Geoffroy Didier[4], homme politique
- Nicolas Dupont-Aignan[réf. nécessaire], homme politique
- Quentin Postel, membre de Fauve
- Jules Rimet, fondateur de la FIFA
- Karl Zéro[5], animateur de télévision